# Фабрициус, Йохан Йоханнес
Йохан Йоханнес Фабрициус (нидерл. Johan Johannes Fabricius; 24 августа 1899, Бандунг — 21 июня 1981) — нидерландский писатель и драматург. Сын Яна Фабрициуса.
Автор более чем 75 книг — по большей части, эффектных приключенческих романов, действие которых часто происходит в Италии или в Индонезии (где Фабрициус родился). Наибольшим успехом пользовался роман Фабрициуса «Комедианты проходят мимо» (нидерл. Komedianten trokken voorbij; 1931).